# Onthophagus yackatoon
Onthophagus yackatoon là một loài bọ cánh cứng trong họ Bọ hung (Scarabaeidae).